# Partie polityczne w Stanach Zjednoczonych
Partie polityczne w Stanach Zjednoczonych – w USA istnieje de facto system dwupartyjny, który utworzył duopol władzy. Pozostałe partie odgrywają rolę marginalną, są pozaparlamentarne i bez możliwości wejścia do parlamentu.
Ugrupowaniami, które zdominowały od dekad politykę są: Partia Republikańska i Partia Demokratyczna. Obie o typowym charakterze komitetowym. Pełnią zatem głównie rolę komitetów wyborczych.

## Dominujące partie wpolityceamerykańskiej
- Partia Republikańska – konserwatywna, prawicowa
- Partia Demokratyczna – centrowa, głosząca idee amerykańskiego liberalizmu(inne języki)

## Lista pomniejszych partii amerykańskich
- Partia Niepodległości Alaski (Alaskan Independence Party) – ugrupowanie prawicowe, działające na terytorium Alaski, jego głównym celem jest utworzenie niezależnego państwa;
- Connecticut na rzecz Liebermana (Connecticut for Lieberman) – założona w 2006 przez mieszkańców stanu Connecticut popierających senatora Liebermana;
- Komunistyczna Partia Stanów Zjednoczonych (Communist Party of the United States of America) – marksistowsko-leninowska partia komunistyczna, osłabiona w ramach maccartyzmu;
- Partia Konstytucyjna (Constitution Party) – konserwatywno-liberalna, założona w 1992 jako Amerykańska Partia Podatników (ang. U.S. Taxpayers Party), w 1999 przyjęła obecną nazwę, przejawia poglądy izolacjonistyczne;
- Partia Libertariańska (National Libertarian Party) – jej ideologią pozostaje libertarianizm i leseferyzm;
- Partia Postępowa Vermontu (Vermont Progressive Party) – założona w 1999, działająca w stanie Vermont o charakterze socjaldemokratycznym oraz socjalistyczno demokratycznym;
- Partia Socjalizmu i Wyzwolenia (Party for Socialism and Liberation)– marksistowsko-leninowska partia założona w 2004;
- Partia Zielonych (Green Party);
- Socjalistyczna Partia USA (Socialist Party of the United States of America) – założona w 1972 następczyni Socjalistycznej Partii Ameryki.
- Partia Amerykańska (American Party) - założona w 2025 przez Elona Muska

## Partie historyczne
- Amerykańska Partia Niezależnych (American Independent Party) – utworzona na potrzeby wyborów prezydenckich w 1968, była przeciwna rozszerzaniu praw obywatelskich dla ludności kolorowej, obecnie ściśle stowarzyszona z Partią Konstytucyjną;
- Amerykańska Partia Wigów (Whigs Party) – powstała jako sprzeciw wobec polityki prezydenta Andrew Jacksona, rozpadła się w 1854;
- Partia Wolnej Ziemi (Freesoilerzy) (Free Soil Party) – założona przez abolicjonistów w latach 1847–1848, zakończyła działalność w 1854;
- Partia Demokratyczno-Republikańska (Democratic-Republican Party);
- Partia Federalistyczna (Federalist Party);
- Socjalistyczna Partia Ameryki (Socialist Party of America);
- Socjalistyczna Partia Pracy Ameryki (Socialist Labor Party of America) – najstarsza amerykańska socjalistyczna partia polityczna, założona w 1876;
- Partia Nic Niewiedzących (Know Nothing) – inaczej Partia Amerykańska (American Party), American Republican Party, Native American Party.